# Die 1000-Euro-Generation
Der italienische Spielfilm Generazione mille euro von Massimo Venier aus dem Jahr 2009 mischt Beziehungskomödie mit Sozialdrama. Inspiriert ist er vom gleichnamigen Roman von Alessandro Rimassa und Antonio Incorvaia. Er porträtiert das Leben einer „Generation“, die mit 1000 Euro pro Monat auskommen muss, bestehend aus Precari, jungen Menschen mit guter Ausbildung, aber in prekären Arbeitsverhältnissen. Weil der von Gewerkschaften durchgesetzte gesetzliche Kündigungsschutz es Unternehmen in Italien unmöglich macht, nicht mehr benötigte Angestellte zu entlassen, halten sie sich mit Festanstellungen zurück und gehen nur befristete Beschäftigungsverträge ein.

## Handlung
Matteo ist 31, doktorierter Mathematiker und in einer großen Telekom-Firma auf Zeit beschäftigt, wo er einer Arbeit nachgeht, die er hasst. Seine Freundin Valentina wendet sich von ihm ab. Mit dem befreundeten Francesco hat er eine Wohngemeinschaft. Sie stehen vor dem Problem, nach dem Wegzug eines Mitbewohners einen neuen zu finden, sonst droht die Kündigung der Wohnung. Sie wollen „keine Mittellosen, keine Frauen, keine Stronzi“. Da treten zwei neue Frauen in sein Leben.
Ohne dass Matteo dem Einzug einer Frau in die WG zugestimmt hätte, nimmt die Studentin Beatrice den unbesetzten Platz ein. In der Firma lernt er die blonde Angelica kennen, die, wie sich später herausstellt, als Projektleiterin seine Vorgesetzte wird. Sie nimmt ihn zu einer Präsentation nach Barcelona mit, wo sie einander nahekommen, aber die Nacht in getrennten Zimmern verbringen. In der Folge ist Matteo hin- und hergerissen zwischen Beatrice und Angelica. Zudem ist sein Professor, der viel von ihm hält, verärgert, weil Matteo, der als sein Hilfsdozent tätig ist, es versäumt hat, eine Vorlesung zu halten. Als nach einer Übernahme der Firma die Karten neu gemischt werden, Angelica aufsteigt und Matteo anbietet, mit ihr in Barcelona eine attraktive Arbeit anzutreten, muss Matteo sich zwischen ihr und Beatrice entscheiden. Er wählt Beatrice und bleibt ein Precario.

## Kritik
„Eine sympathische Liebeskomödie voller klug-ironischer Dialoge und erfrischender Darsteller, die den genretypischen Figuren viel Leben und Persönlichkeit einhauchen. Vom (gesellschafts-)kritischen Ton der literarischen Vorlage ist dabei freilich nicht viel mehr als das Mailander Prekariat übrig geblieben.“

„Der Regisseur konzentriert sich …fast ausnahmslos auf die Ausgestaltung seiner Charaktere, die von ihren Darstellern ungezwungen und frisch verkörpert werden. Dabei bleibt die sozialkritische Komponente des Buches leider bis auf wenige Andeutungen auf der Strecke.“